# Firle
Firle est l'une des paroisses civiles du district de Lewes de l'East Sussex en Angleterre.

## Histoire
Son nom tire son origine d'un mot Anglo-Saxon qui signifie bois de chêne. Elle est mentionnée comme relevant de l'abbaye de Wilton sous le règne d'Édouard le Confesseur (1042-1066). L'agglomération principale de la paroisse est West Firle ; au XIIIe siècle, il existait un East Firle, qui faisait partie de la seigneurie de Heighton St Clere, qui est éteinte depuis longtemps. La seigneurie de Firle Place, qui se trouve sur le territoire de la paroisse, est inscrite à l'inventaire du Domesday Book. Elle a appartenu successivement à plusieurs grandes familles du Sussex, dont la famille Levett (de Livet), au XIIIe siècle, puis vers 1440, la famille Bolney dont la fille Agnes épousa William Gage, la famille Gage qui hérita ainsi de la seigneurie.

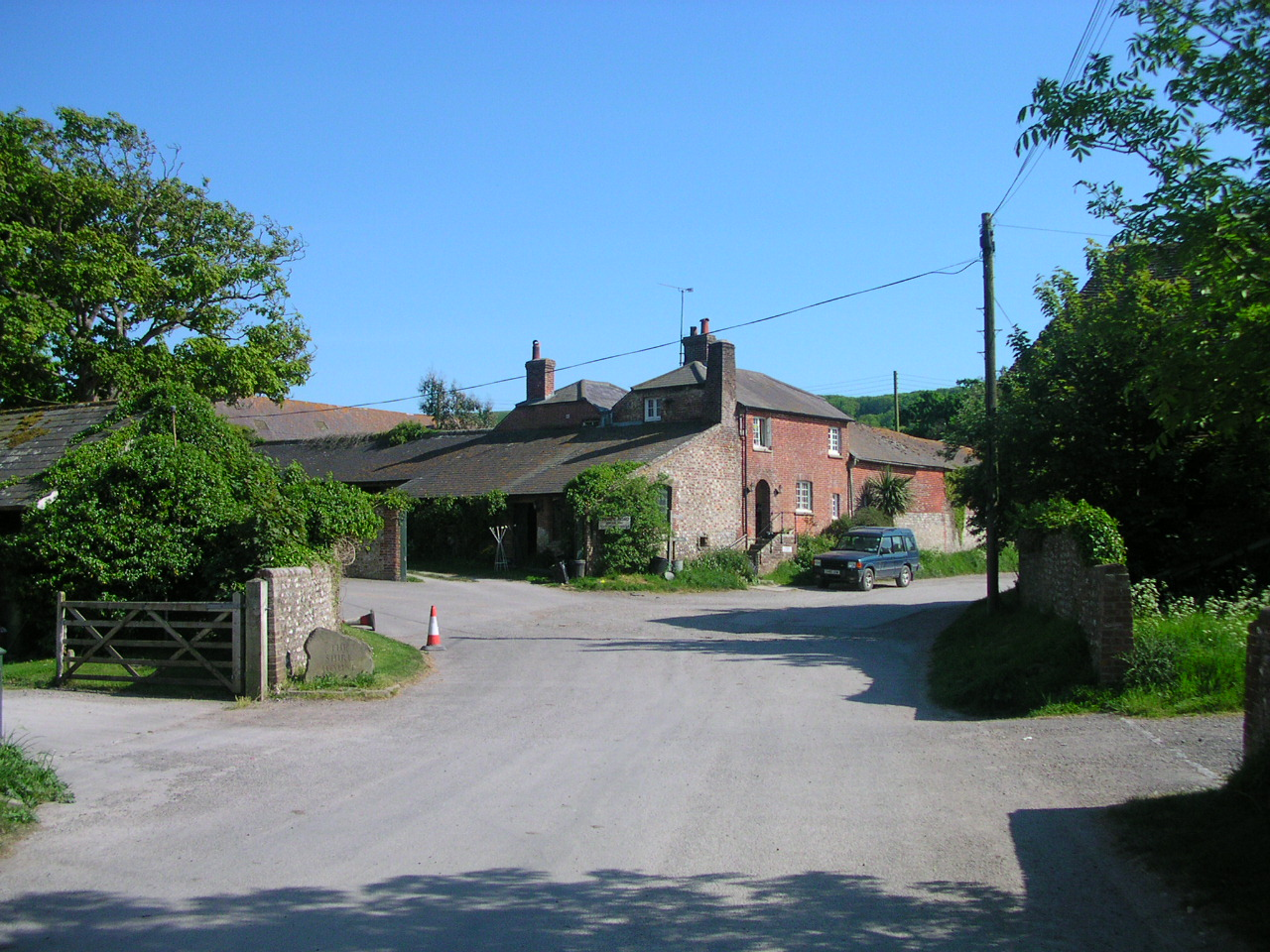
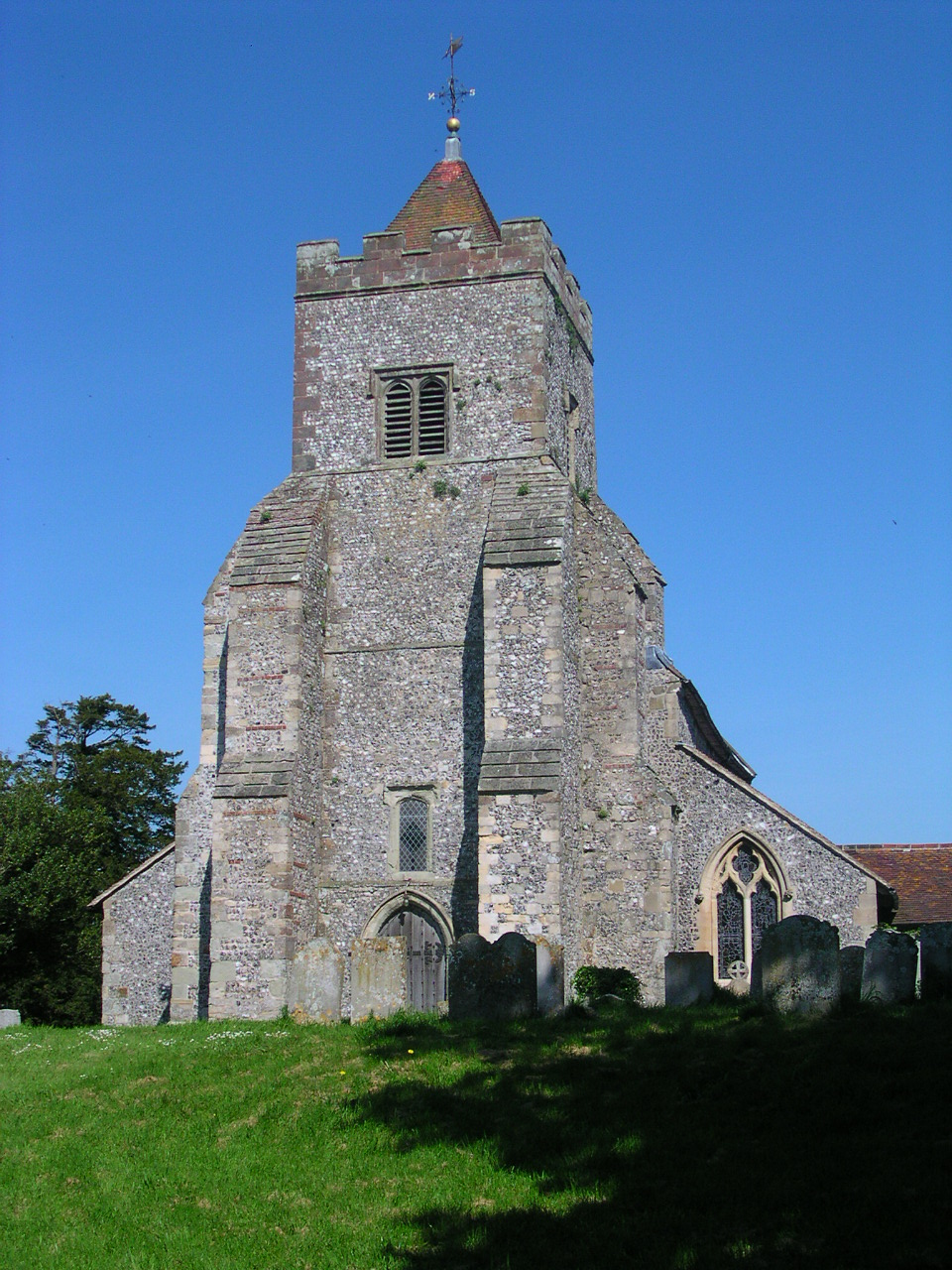
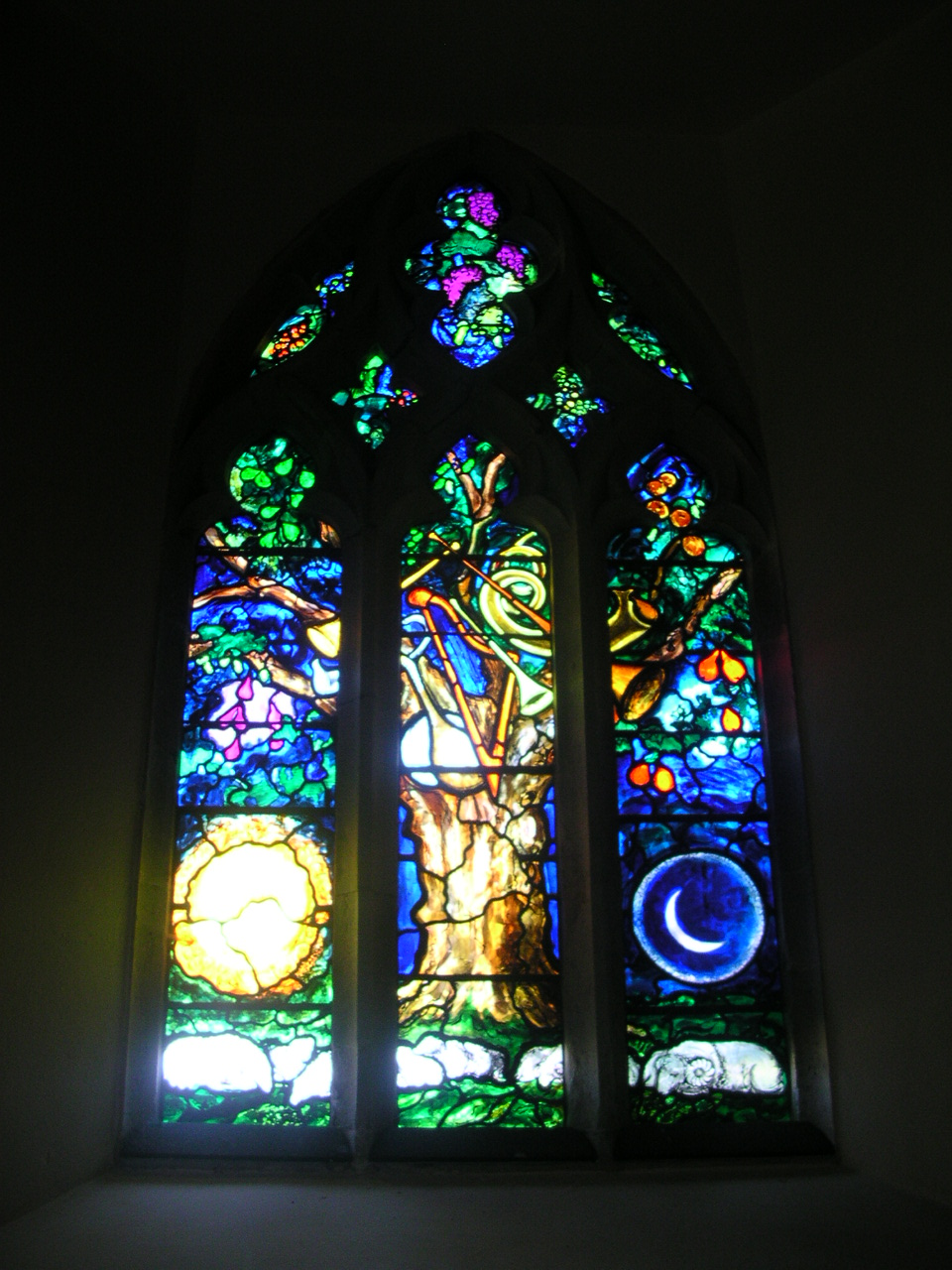

## Personnalités
- Thomas Gage (1719–1787), né à Firle, général, commandant en chef des forces britanniques en Amérique du Nord de 1763 à 1775.
- John Maynard Keynes (1883-1946), né à Cambridge, le célèbre économiste britannique termina ses jours à Firle.
- Desmond Llewelyn (1914-1999), mort à Firle, est un acteur britannique. Il a incarné Q, le scientifique pourvoyeur de gadgets en tous genres dans 17 James Bond.

## Source
- (en) Cet article est partiellement ou en totalité issu de l’article de Wikipédia en anglais intitulé « Firle » (voir la liste des auteurs).